# Kageneckia lanceolata
Kageneckia lanceolata är en rosväxtart som beskrevs av Hipólito Ruiz López och Pav.. Kageneckia lanceolata ingår i släktet Kageneckia och familjen rosväxter. IUCN kategoriserar arten globalt som sårbar. Inga underarter finns listade i Catalogue of Life.